# Badminton under sommer-OL 2012 (herredouble)
Mændenes badminton-doubleturnering ved de olympiske lege i London 2012, fandt sted fra 28. juli til 5. august på Wembley Arena.
Lodtrækningen om hvem der skulle møde hvem i de indledende kampe blev afholdt den 23. juli 2012. 32 spillere fra 14 nationer deltog i begivenheden. Kinas Cai Yun og Fu Haifeng vandt guldmedalje.

## Medaljetagere
| Placering | Nation   | Deltagere                    |
| --------- | -------- | ---------------------------- |
| Guld      | Kina     | Cai Yun Fu Haifeng           |
| Sølv      | Danmark  | Mathias Boe Carsten Mogensen |
| Bronze    | Sydkorea | Jung Jae-sung Lee Yong-dae   |